# 분자 대칭
분자 대칭(molecular symmetry)은 화학에서 분자에 존재하는 대칭과 대칭에 따른 분자의 분류를 설명한다. 분자 대칭은 허용되는 분광학적 전이뿐만 아니라 쌍극자 모멘트가 있는지 여부와 같은 분자의 화학적 성질을 예측하거나 설명하는 데 사용할 수 있으므로 화학의 기본 개념이다. 이를 위해서는 군론을 활용하는 것이 필요하다. 여기에는 분자 대칭군의 특성표에 있는 환원 불가능한 표현을 사용하여 분자 상태를 분류하는 작업이 포함된다. 대칭은 휘켈법, 리간드장 이론 및 우드워드-호프만 규칙에 적용하여 분자 궤도 연구에 유용한다. 물리화학, 양자화학, 분광학 및 무기화학에 관한 많은 대학 수준의 교과서에서 대칭에 대해 논의한다. 더 큰 규모의 또 다른 프레임워크는 벌크 재료의 결정학적 대칭을 설명하기 위해 결정 시스템을 사용하는 것이다.
엑스선결정학 및 다양한 형태의 분광학을 포함하여 주어진 분자의 대칭성을 결정하는 많은 기술이 있다. 분광 표기법은 대칭 고려 사항을 기반으로 한다.

## 같이 보기
- 반전성
- 기약표현
- 합토수
- 지표표
- 결정학적 점군
- 삼차원의 점군